# John Robertson (calciatore 1953)
John Neilson Robertson (Glasgow, 20 gennaio 1953) è un ex calciatore e allenatore di calcio scozzese di ruolo centrocampista, la maggior parte della cui carriera agonistica si svolse nelle file del Nottingham Forest, con cui vinse un titolo di campione inglese e due di campione d’Europa.
Internazionale per la Scozia, fu presente con essa in due edizioni del campionato mondiale, nel 1978 e nel 1982.
Dopo la fine dell'attività di giocatore fu tecnico in seconda di vari club, il più recente dei quali fu l'Aston Villa nel 2010 come assistente di Martin O’Neill.

## Caratteristiche tecniche
Brevilineo (174 cm d'altezza), era considerato dal suo allenatore Brian Clough un elemento fondamentale della manovra: capace di giocare sia trequartista che ala sinistra, fu definito dal tecnico inglese «il Picasso del calcio» per la precisione dell'ultimo passaggio, mentre il suo connazionale Bill Shankly, all'epoca tecnico del Liverpool, sostenne che Robertson era capace di «crossare con la precisione di un giocatore di biliardo».
Dotato di buon tiro, in carriera batté 62 rigori realizzandone 60.

## Biografia
Nativo di Uddingston, sobborgo di Glasgow, si formò calcisticamente nelle giovanili del cittadino club del Drumchapel Amateurs, che fu la fucina di altri nomi famosi del calcio scozzese quali Alex Ferguson, Andy Gray, Archie Gemmill e, successivamente, David Moyes.
Nel 1970, a 17 anni, fu messo sotto contratto professionistico in Inghilterra dal Nottingham Forest e debuttò in First Division il 10 ottobre di quell'anno contro il Blackpool; all'epoca il club era al termine di un ciclo che era culminato, tre anni prima, con il secondo posto assoluto in campionato; tuttavia in quella stessa stagione la squadra conquistò la salvezza per pochi punti e retrocedette l'anno successivo.
Quando nel 1975 Brian Clough giunse alla guida del club Robertson era tra i giocatori in lista di partenza, ma il neoarrivato tecnico decise di trattenerlo al club.
Al secondo anno di gestione Clough il Nottingham tornò in First Division e, da neopromossa, vinse il titolo 1977-78, ripetendo l'impresa di 27 anni prima conseguita dal Tottenham.
Il ruolo di Robertson fu determinante nella successiva Coppa dei Campioni, in cui la squadra debuttò eliminando al primo turno i campioni uscenti del Liverpool; il Nottingham giunse fino alla finale e fu proprio un assist di Robertson a mandare in rete Trevor Francis che marcò l'unico goal dell'incontro vinto a Monaco di Baviera contro gli svedesi del Malmö FF.
Qualificata automaticamente anche per la successiva edizione, la squadra si ripresentò in finale a un anno di distanza, trovando quali avversari per il titolo a Madrid i tedeschi dell'Amburgo, battuti anch'essi 1-0 proprio grazie a un goal di Robertson.
La Coppa dei Campioni del 1980 fu l'ultimo trofeo della carriera di Robertson che, oltre ai titoli maggiori citati, vanta anche due Coppe d'Inghilterra consecutive nel 1978 e 1979, una Charity Shield nel 1978 e a livello europeo la Supercoppa UEFA 1979.
In Nazionale scozzese, invece, in cui esordì nel 1978, vanta la conquista del Torneo Interbritannico 1981, ottenuta tramite la vittoria a Londra per 1-0 contro l'Inghilterra giunta grazie proprio a un suo goal su rigore.
A livello internazionale prese anche parte ai campionati mondiali del 1978 in Argentina e nel 1982 in Spagna (con un goal), in entrambi i casi non superando la prima fase.
In totale, in cinque anni, disputò 28 incontri per la Scozia con 8 goal.
Nel 1990 divenne assistente dell'ex compagno di squadra nordirlandese Martin O’Neill che seguì come suo secondo, fino al 2010, sulle panchine di Wycombe, Norwich City, Leicester City, Celtic e, infine, Aston Villa.

### Vita privata
John Robertson ha avuto due figlie, la maggiore delle quali, nata nel 1983, affetta da paralisi cerebrale infantile e a causa di ciò tetraplegica; nel 1994 lui e la sua ex moglie intentarono causa all'ospedale in cui la loro figlia nacque, asserendo che un ritardo di circa 12 ore nell'effettuare il taglio cesareo sarebbe stato all'origine dei gravi danni cerebrali sostenuti dalla neonata; tuttavia il tribunale diede torto ai Robertson; nel 1996 la figlia morì a 13 anni.
Nel 2011 diede alle stampe la sua autobiografia, Supertramp, dal soprannome datogli ai tempi in cui giocava a Nottingham, città in cui risiede tuttora.
Da un sondaggio lanciato nel 2015 dal giornale cittadino Nottingham Post in occasione del centicinquantesimo anniversario della fondazione del Forest è emerso che Robertson è considerato il migliore tra i giocatori che abbiano mai vestito la maglia del club.

## Palmarès
- Campionato inglese: 1 
Nottingham Forest: 1977-78
- Charity Shield: 1 
Nottingham Forest: 1978
- Coppa di Lega inglese: 2 
Nottingham Forest: 1977-78, 1978-79
- Coppa dei Campioni: 2 
Nottingham Forest: 1978-79, 1979-80
- Supercoppa UEFA: 1 
Nottingham Forest: 1979